# Colomby-sur-Thaon
Colomby-sur-Thaon est une ancienne commune française, située dans le département du Calvados en région Normandie, devenue le 1er janvier 2016 une commune déléguée au sein de la commune nouvelle de Colomby-Anguerny. Ce statut est supprimé le 1er janvier 2019, la fusion devenant alors totale.

## Géographie
La commune se situe à 10 kilomètres au nord de Caen, sur la RD 79, entre la préfecture du Calvados et la Côte de Nacre (5 kilomètres), ce qui en fait aujourd'hui une commune résidentielle.

## Toponymie
Le nom de la localité est attesté sous les formes Columbeium en 1082, Collombeium en 1161, Colombie en 1198, Colombeyum  au XIIIe siècle, Coulomby en 1426,.
Thaon est une commune voisine.
Le gentilé est Colombiais.

## Histoire
Le village est libéré sans combats au lendemain du débarquement, le 7 juin 1944 par les soldats canadiens du régiment de la Chaudière débarqués sur Juno Beach.
Le 1er janvier 2016, Colomby-sur-Thaon intègre avec Anguerny la commune de Colomby-Anguerny créée sous le régime juridique des communes nouvelles instauré par la loi no 2010-1563 du 16 décembre 2010 de réforme des collectivités territoriales. Les communes d'Anguerny et Colomby-sur-Thaon deviennent des communes déléguées et Anguerny est le chef-lieu de la commune nouvelle. La fusion devient totale le 1er janvier 2019.

## Politique et administration
| Période                                  | Période       | Identité          | Étiquette | Qualité                    |
| ---------------------------------------- | ------------- | ----------------- | --------- | -------------------------- |
| avant 1981                               |               | Gérard Dechaufour |           |                            |
| juin 1995                                | avril 2014    | Daniel Clarence   | SE        | Cadre France Télécom       |
| avril 2014                               | décembre 2015 | Bernard Tomalak   | SE        | Retraité de la gendarmerie |
| Les données manquantes sont à compléter. |               |                   |           |                            |

Lors des élections municipales de 2014, Colomby-sur-Thaon a fait partie des soixante-deux communes sans candidat au premier tour. Vingt candidats se sont présentés au second tour.

## Démographie
En 2017, la commune comptait 382 habitants. Depuis 2004, les enquêtes de recensement dans les communes de moins de 10 000 habitants ont lieu tous les cinq ans (en 2004, 2009, 2014, etc. pour Colomby-sur-Thaon) et les chiffres de population municipale légale des autres années sont des estimations.
| 1793 | 1800 | 1806 | 1821 | 1831 | 1836 | 1841 | 1846 | 1851 |
| ---- | ---- | ---- | ---- | ---- | ---- | ---- | ---- | ---- |
| 275  | 265  | 288  | 311  | 263  | 280  | 238  | 221  | 220  |

| 1856 | 1861 | 1866 | 1872 | 1876 | 1881 | 1886 | 1891 | 1896 |
| ---- | ---- | ---- | ---- | ---- | ---- | ---- | ---- | ---- |
| 214  | 222  | 212  | 189  | 178  | 164  | 136  | 175  | 155  |

| 1901 | 1906 | 1911 | 1921 | 1926 | 1931 | 1936 | 1946 | 1954 |
| ---- | ---- | ---- | ---- | ---- | ---- | ---- | ---- | ---- |
| 132  | 135  | 122  | 101  | 107  | 112  | 123  | 117  | 128  |

| 1962 | 1968 | 1975 | 1982 | 1990 | 1999 | 2004 | 2009 | 2014 |
| ---- | ---- | ---- | ---- | ---- | ---- | ---- | ---- | ---- |
| 144  | 139  | 230  | 305  | 318  | 347  | 417  | 392  | 393  |

| 2017 | - | - | - | - | - | - | - | - |
| ---- | - | - | - | - | - | - | - | - |
| 382  | - | - | - | - | - | - | - | - |

## Lieux et monuments
- Manoir de Colomby, dont la cheminée du XVIe siècle dans le salon fait l’objet d’un classement au titre des monuments historiques depuis le 13 juin 1942[10].
- Une partie du territoire de la commune est également concernée par le site classé de la vallée de la Seulles, de la Thue et de la Mue[11].
- Église Saint-Vigor du XIIe siècle, remaniée au XVe.
- Menhirs des Grosses Devises.
- Remise des pompiers daté de 1875 situé à la Mare d'Anguerny sur lequel est inscrit : « Pompe à incendie des communes d’Anguerny, de Basly et de Colomby-sur-Thaon ». Il abritait une pompe à incendie à bras alimentée par l'eau de la mare.

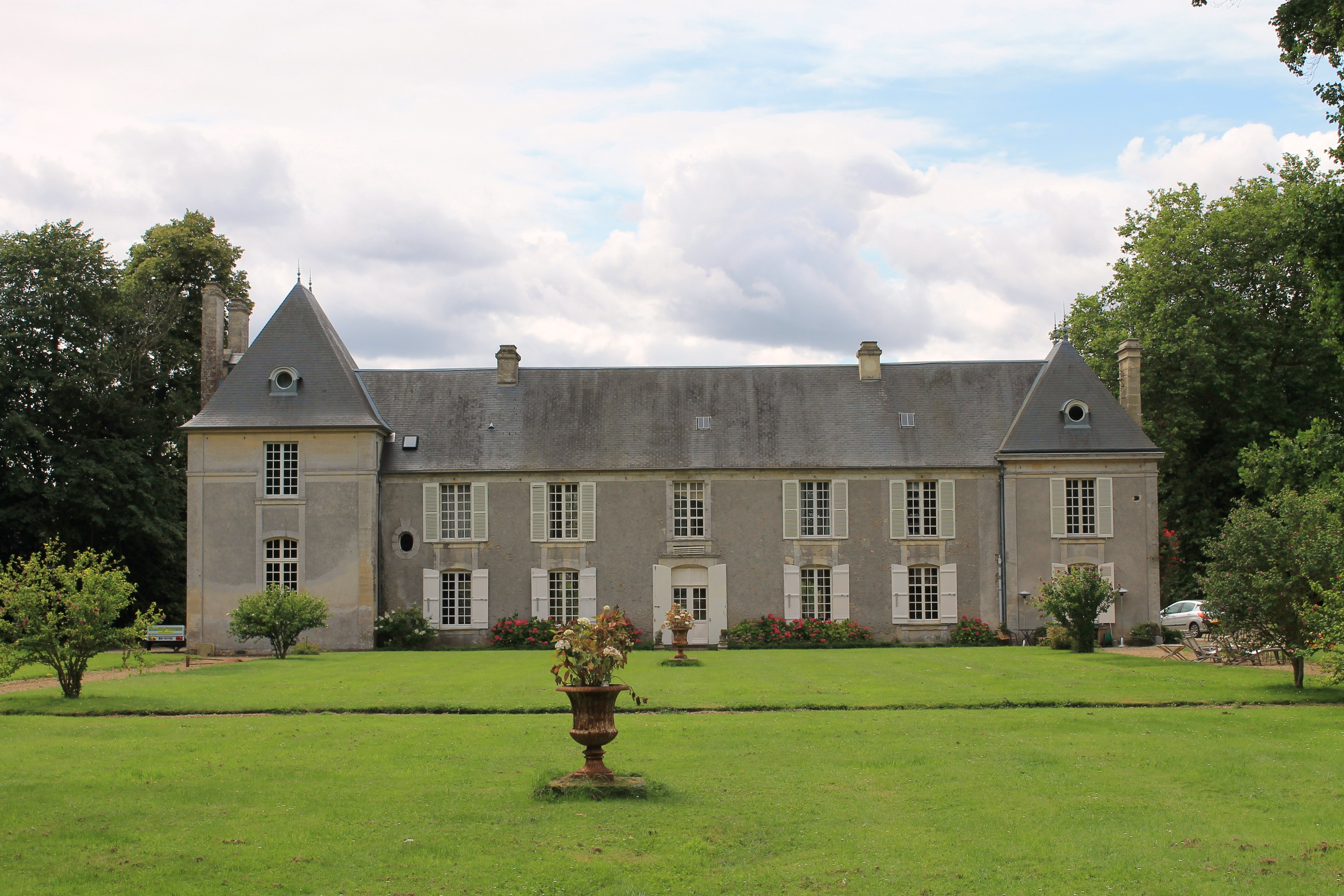
Le manoir.
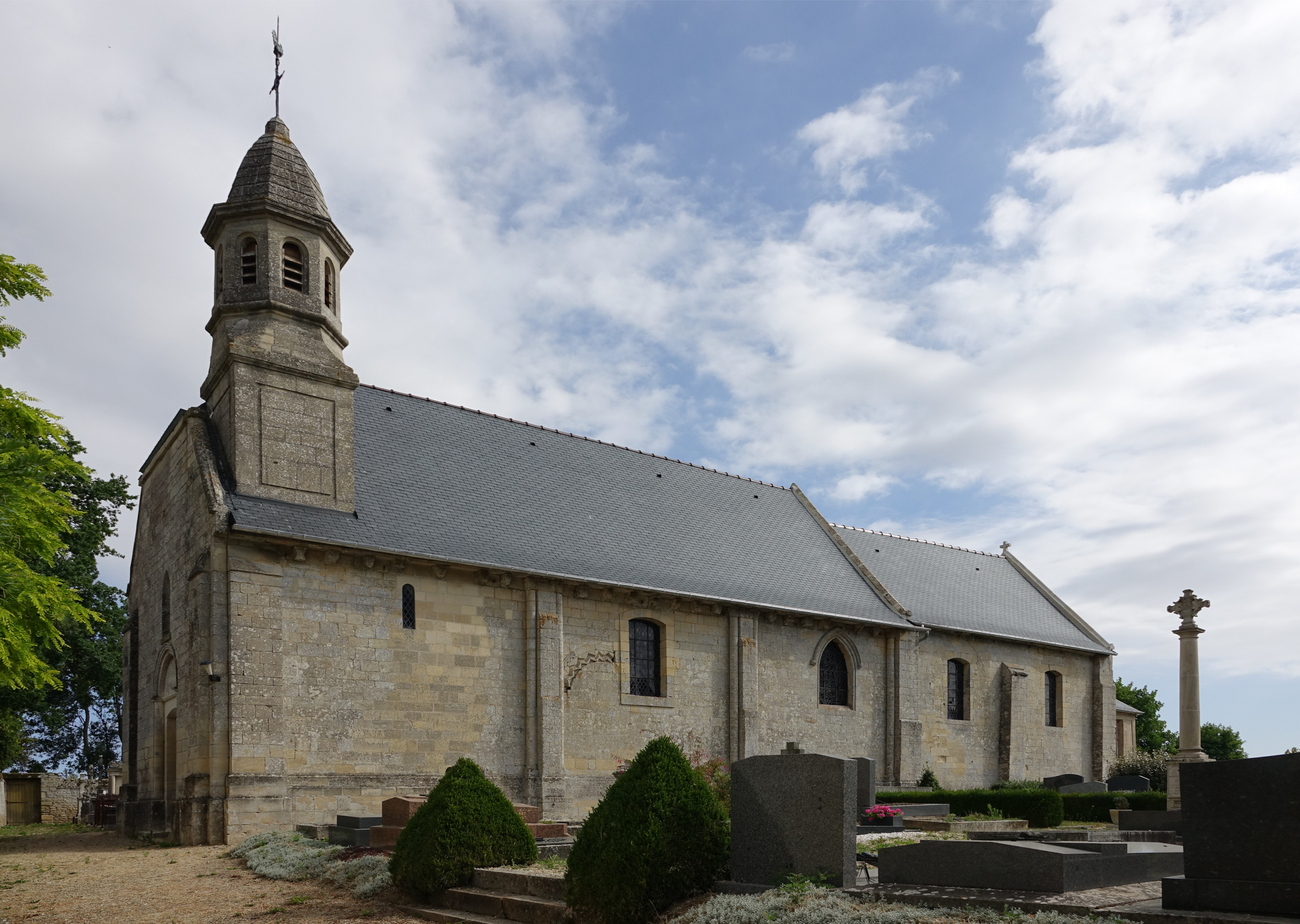
L'église Saint-Vigor.
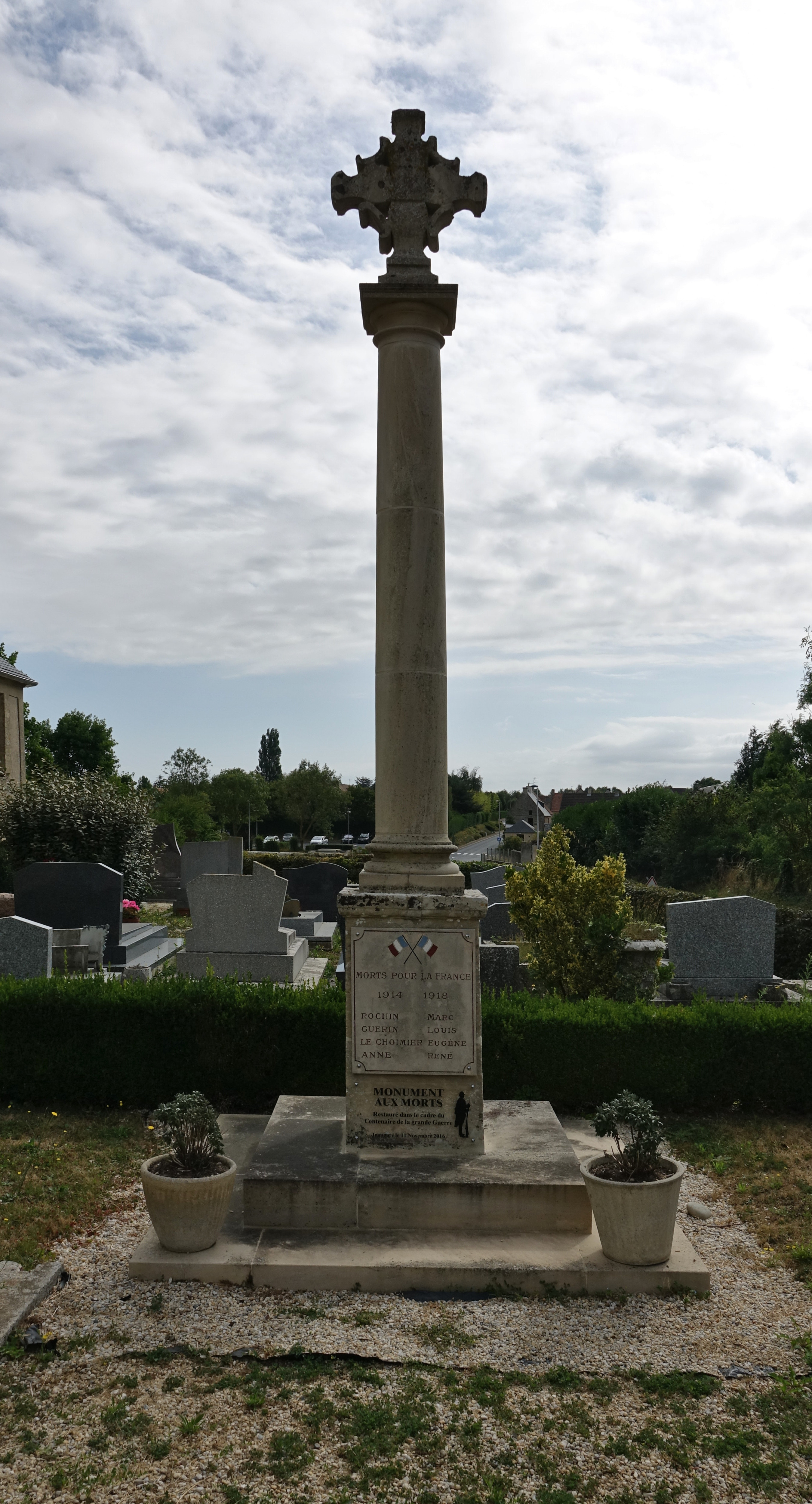
La croix du cimetière.
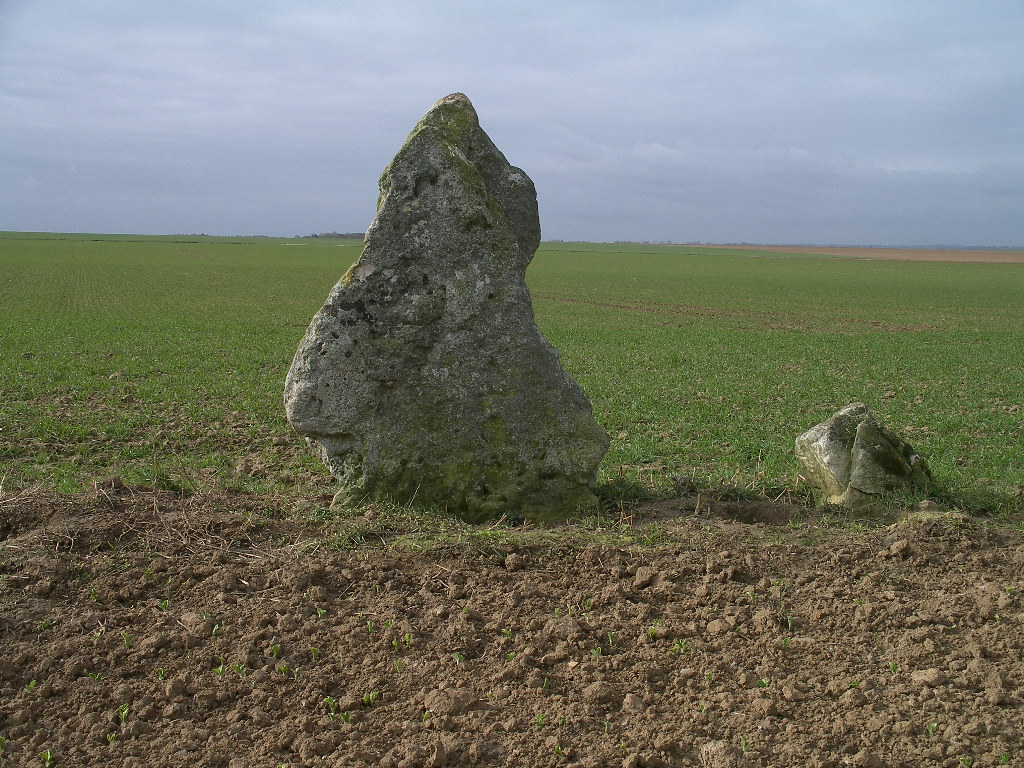
Les Grosses Devises.
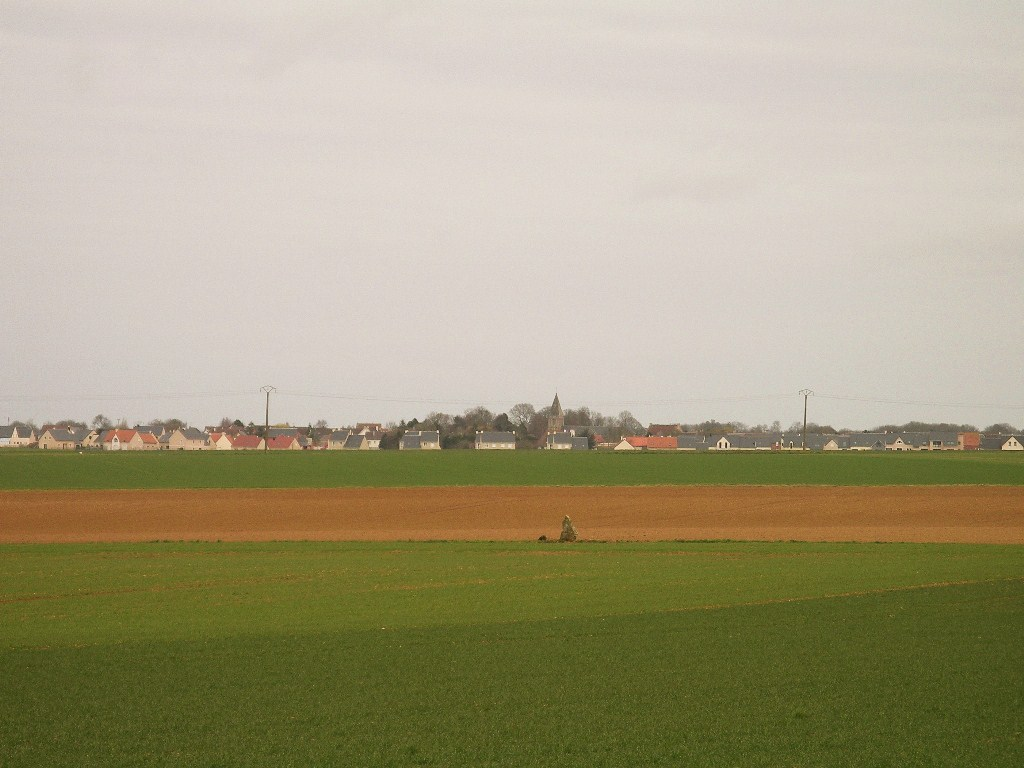
Vue des menhirs devant le village.
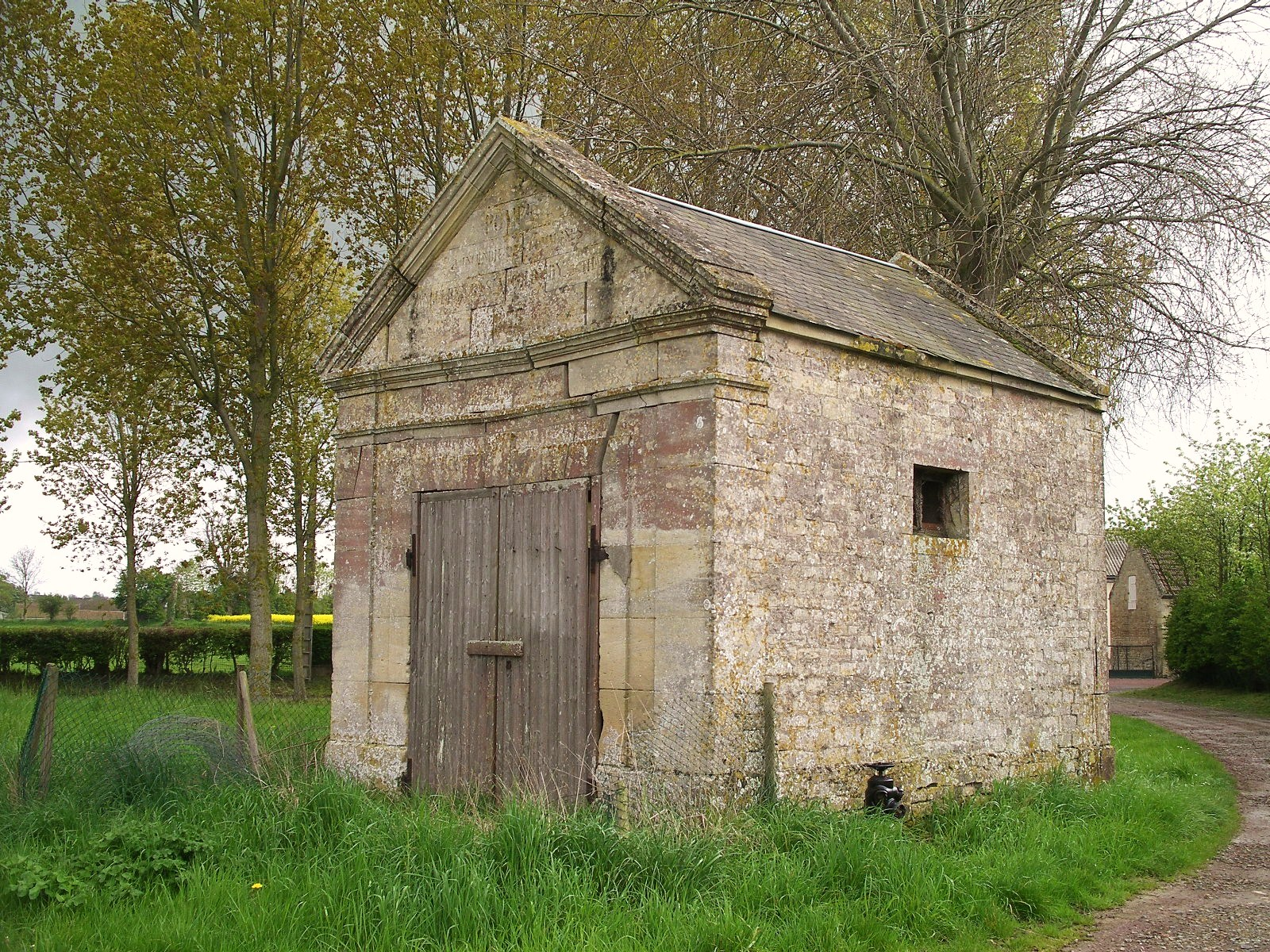
La remise des pompiers.

## Personnalités liées à la commune
- Francisque Poulbot (1879-1946), dessinateur, posséda une maison à Colomby-sur-Thaon[12].